# Charles Debeur
Charles T. G. Debeur (ur. 24 marca 1906 w Ixelles zm. w 1981 tamże) – belgijski szermierz, dwukrotny medalista mistrzostw świata.
Podczas mistrzostw świata w Neapolu w 1929 roku (oficjalnie zawody tego cyklu rozgrywane są pod tą nazwą dopiero od 1937) wywalczył srebrny medal we florecie drużynowym. Rok później, na mistrzostwach świata w Liège, Belgowie w składzie: Émile Barbier, Xavier De Beukelaer, Charles Debeur, Charles Delporte, Willy Osterrieth i Léon Tom zdobyli złoty medal drużynowo.
Na igrzyskach olimpijskich w Amsterdamie w 1928 roku zajął siódme miejsce w szpadzie indywidualnej. W rundzie finałowej wygrał trzy z dziewięciu pojedynków. W turnieju drużynowym był czwarty. Na rozgrywanych osiem lat później igrzyskach olimpijskich w Berlinie był piąty indywidualnie. W rundzie finałowej z dziewięciu walk cztery wygrał, jedną zremisował i cztery przegrał. W turnieju drużynowym Belgowie zajęli piąte miejsce. Brał też udział w igrzyskach olimpijskich w Londynie w 1948 roku, gdzie w szpadzie indywidualnej dotarł do półfinałów, a drużynowo ponownie był piąty.
Podczas IO 1952 był chorążym reprezentacji Belgii.
W 1975 roku otrzymał brązowy Order Olimpijski.
Jego syn, Jacques Debeur, także został szermierzem.